# The Brothers (Band)
The Brothers ist eine deutsche Rockgruppe aus Freiburg im Breisgau, die 1979 in Hagen von den vier Brüdern Andres, Coco, Lorenz und Tilo Buchholz gegründet wurde. The Brothers stehen für handgemachte Rockmusik. Ihre musikalischen Vorbilder sind The Beatles, The Eagles und der Southern Rock mit mehrstimmigem Gesang.

## Geschichte
Ihren eigentlichen Ursprung fand die Band The Brothers schon einige Jahre bevor sie erstmals unter diesem Namen in Erscheinung trat. Die Zwillinge Tilo und Lorenz Buchholz (Schlagzeug, Gesang/Gitarre, Gesang, beide * 1968 in Münster) und ihr älterer Bruder Cornelius „Coco“ Buchholz (Gitarre, Gesang, * 1966 in Münster) hatten 1978 begonnen, im elterlichen Keller gemeinsam Beatles-Songs und Rock-’n’-Roll-Klassiker einzuproben. 1979 trat die Band erstmals in Schulaulen, Gemeindezentren und auf Nachwuchsfestivals in ihrer damaligen Heimatstadt Hagen auf. Nachdem die ersten Auftritte zu dritt absolviert wurden, entschied auch Bruder Andres Buchholz (Bass, Gesang, * 1962 in Münster), mit in die Band einzusteigen. Anfang der 1980er Jahre fingen die vier Brüder an, eigene Kompositionen zu schreiben und bei ihren Konzerten zu spielen. Neben Konzerten in der Region begann die Band 1983, ihre Musik unverstärkt als Straßenmusiker in Fußgängerzonen aufzuführen.
Die Bandaktivitäten beschränkten sich aufgrund von Studium und Auslandsaufenthalten auf die Sommermonate. 1991 entschlossen sich die Brüder, die Arbeit an einer ersten CD mit ausschließlich eigenen Kompositionen aufzunehmen, und zogen nacheinander nach Freiburg. Seit 1991 heißt die Band The Brothers. Im Juni 1992 erschien das Debüt-Album Way To Freedom. The Brothers spielten weiterhin in den Fußgängerzonen der Republik, was einer enormen Promotion-Aktivität gleichkam und ihren Bekanntheitsgrad steigerte. Die Band erhielt den ZMF-Preis 1992. 1994 erschien das zweite Album, Winter Has Gone, wieder produziert vom ehemaligen Grobschnitt-Schlagzeuger Eroc. Die Platte war gleichzeitig die erste auf dem von den Brüdern gegründeten Label True Color Records. 1995 zog sich Andres aus der Band zurück, Thomas Klauer (* 1957 in Essen) übernahm seinen Part. Mit ihm als Bassisten spielte die Band die EP Short mit sechs Titeln ein, die 1995 veröffentlicht wurde. Hier wurde auf Anraten von Plattenfirmen ein Testballon mit drei deutschen Tracks gestartet. Die Band blieb trotz mehrerer Verhandlungen unabhängig und brachte 1997 das Album Bluu Tambourine heraus. Die Single-Auskopplung Frequency of Love war drei Wochen in Folge auf No. 1 der Hörercharts von Radio Regenbogen (Mannheim). Zeitgleich entwickelten die Brüder ein Cover-Projekt mit dem Namen „Acoustic Fun Orchestra“ (AFO), mit dem sie No.-1-Hits in originellen, humorvollen Versionen auf die Bühne brachten. 2001 erschien der nächste Longplayer mit dem Titel For All Born Naked mit 15 neuen eigenen Liedern. Ein Jahr später veröffentlichten die vier Musiker 17 ihrer Fun-Cover-Medleys vom AFO auf einer ersten CD.
Im Jahr 2003 gab es eine SWR-Live-Produktion, die viele Musiker auf einer Bühne mit ihrer Leidenschaft vereinte und gleichzeitig an die Ursprünge der Bandaktivitäten erinnerte: The Brothers’ Special Beatles Night, als Gäste beim Freiburger Zelt-Musik-Festival von den Brüdern eingeladen und live begleitet: Tony Sheridan, Foolsgarden, Franz Benton, Anne Haigis, Julia Neigel, Elmar Hörig, Tok Tok Tok, u. v. a.
2006 erschien das nächste Studio-Album mit dem Namen Best Before: Tomorrow!. Zum 30-jährigen Jubiläum nahmen die vier Musiker eine Live-CD und -DVD auf, deren Tracklist im Vorfeld online von den Fans gewählt wurde. Anfang 2011 übernahm Robert "Roby" Scheffert (* 1974 in Freiburg) alias Feewalu die Bassabteilung in der Band. Mit "Rhinwaldsounds" gewann Robert den Fördererpreis des Kleinkunstpreis Baden-Württemberg 2024. In den weiteren Jahren nach 2011 entstanden CDs ihrer Projekte Acoustic Fun Orchestra (MusiComedy) und Fireworks of Rock, einem Cover-Projekt mit Songperlen der Rockmusik. 2014 veröffentlichten The Brothers nach acht Jahren ihr nächstes Studio-Album mit 13 neuen Titeln, Let It Run!. Nur ein Jahr später brachten sie im Herbst 2015 das AFO-Album Trip to Mixico heraus. 2019 kam ein weiteres The Brothers Album mit dem Titel ''Grounded'', 2020 eine ''Live-DVD'' ihres Rockklassiker Programms "Fireworks of Rock'', sowie 2022 mit dem "Acoustic Fun Orchestra", das Album "Radio Rüttelplatte".

## Diskografie

### Alben
- 1992: Way To Freedom
- 1994: Winter Has Gone
- 1995: Short – Vollmusik
- 1997: Bluu Tambourine
- 2001: For All Born Naked
- 2002: Acoustic Fun Orchestra
- 2003: Special Beatles Night
- 2006: Best Before Tomorrow
- 2009: Best of Live
- 2011: Acoustic Fun Orchestra – Mission Impossible
- 2013: Fireworks of Rock – Live
- 2014: Let It Run
- 2015: Acoustic Fun Orchestra - Trip to Mixico
- 2019: Grounded
- 2020: Fireworks of Rock – Live DVD
- 2022: Acoustic Fun Orchestra - Radio Rüttelplatte

### Singles
- 1997: Bluu Tambourine
- 1998: Frequency of Love
- 2000: Dream About You

## Projekte
- Acoustic Fun Orchestra
- Fireworks of Rock
- Special Beatles Night